# Gartenbau

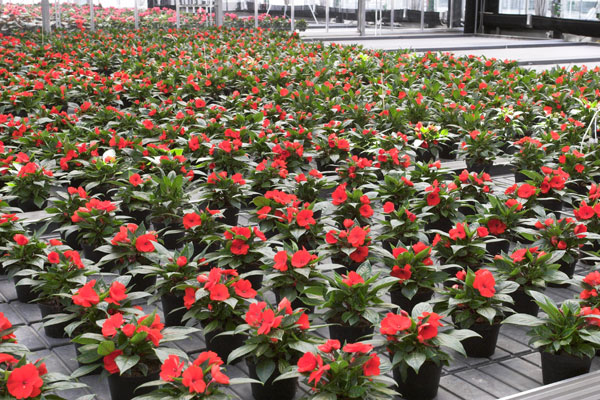
Produktionssparte Zierpflanzenbau: Beet- und Balkonpflanzen, hier Kultur von Impatiens Neu-Guinea-Hybriden im Gewächshaus

Unter Gartenbau, auch Gartenkultur und Hortikultur (von lateinisch hortus „Garten“ und lateinisch cultura „Bearbeitung, Pflege, Ackerbau“) genannt, werden alle Produktionsbereiche zusammengefasst, die in irgendeiner Form mit der lebenden Pflanze zu tun haben und nicht zur klassischen Feldwirtschaft zählen.
Die gartenbauliche Pflanzenproduktion geschieht meist in umfriedeten Gärtnereien, der landwirtschaftliche Ackerbau dagegen auf Feldern in der freien Landschaft. Betriebswirtschaftlich unterscheidet sich der Gartenbau durch intensivere Kulturverfahren und den wesentlich höheren Flächenertrag von der Landwirtschaft. Durch den großmaßstäblichen Anbau von klassischen Gartenbaupflanzen (wie etwa Beerenobst, Heilpflanzen oder Zierblumen) und intensiven Anbau klassischer Feldfrüchte (etwa in der Entwicklung neuer Anbaukonzepte in der Dritten Welt) gibt es heute keine scharfe Unterscheidung der beiden Zweige der Agrarwirtschaften. Welche Pflanzen zum Feld- und welche zum Gartenbau gezählt werden, hängt auch mit den regionalen Wirtschaftsformen zusammen und ist weltweit unterschiedlich.
Der pflanzenbauliche Teil des Gartenbaus gehört wie die Landwirtschaft volkswirtschaftlich zur Urproduktion, die gärtnerische Verwendung der Pflanzen durch Floristen, Landschaftsgärtner und Friedhofsgärtner zählt zum Dienstleistungssektor der Volkswirtschaft.

## Gartenbau in Deutschland

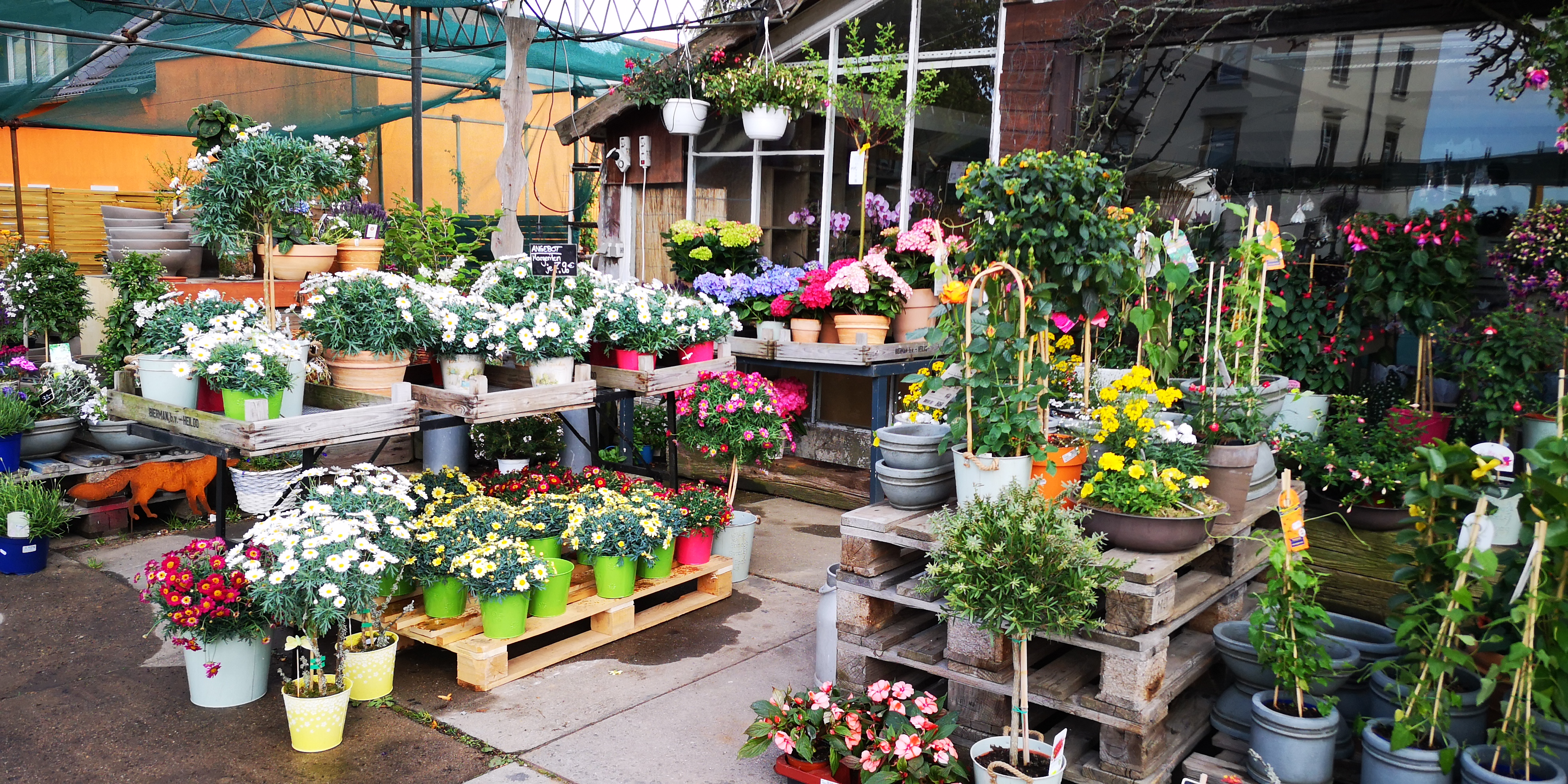
Typische Auswahl an Pflanzen und Blumen im Sommer einer Gärtnerei in Deutschland.

Der Gartenbau erzielt in Deutschland auf etwa 1 % der landwirtschaftlichen Nutzfläche 10 % des Wirtschaftsvolumens der gesamten Landwirtschaft. Die Haus- und Kleingartenfläche übertrifft die Anbaufläche des Erwerbsgartenbaus in Deutschland um ein Vielfaches. In den Niederlanden macht der Gartenbau und die anhängigen Branchen und Dienstleistungen ca. 18 % des Bruttosozialproduktes aus.
Im Jahr 2003 betrug der Produktionswert der gartenbaulichen Dienstleistungen in Deutschland 5,2 Mrd. Euro. Dabei fielen auf den Bereich Garten- und Landschaftsbau 77 % und die Friedhofsgärtnereien erwirtschafteten die übrigen 23 %.
2003 erzeugten Garten- und Obstbauprodukte einen Produktionswert in Höhe von 4,6 Mrd. Euro. Den stärksten Anteil wiesen die Schnittblumen und Zierpflanzen auf. Gefolgt von Gemüse, Baumschulerzeugnissen und Obst.
Das Deutsche Gartenbaumuseum in Erfurt zeigt die historische Entwicklung des Gartenbaus in Mitteleuropa. Es befindet sich auf dem Gelände der traditionsreichen Erfurter Gartenbauausstellung, so ist die Stadt insgesamt stark durch den Gartenbau geprägt. Das Leibniz-Institut für Gemüse- und Zierpflanzenbau hat hier seinen Sitz, zudem bietet die Fachhochschule Erfurt den Studiengang Gartenbau an.

### Organisationen
Unterschieden werden können die Organisationen des Gartenbaus in Hobby- und Erwerbsgartenbauverbände.
Erwerbsgartenbau: Die wichtigsten Berufsverbände für den Erwerbsgartenbau in Deutschland sind der Zentralverband Gartenbau (ZVG), der einen Großteil der Erwerbsverbände des Gartenbaus vereinigt und der Bundesverband Garten-, Landschafts- und Sportplatzbau (BGL).
Auf europäischer Ebene ist der ZVG dem Comité des organisations professionnelles agricoles (COPA) angeschlossen. International ist der Berufsstand durch die Association Internationale des Producteurs de l’Horticulture / International Organization of Horticultural Producers (AIPH) vertreten.
Der Gärtnernachwuchs wird auf Bundesebene durch die Arbeitsgemeinschaft deutscher Junggärtner (AdJ) repräsentiert. Auf europäischer Ebene gibt es den Jugendverband Communautè Europèenne des Jeunes de L’Horticulture / European Community of Young Horticulturists (CEJH).
Daneben gibt eine Reihe von weiteren Arbeitskreisen, Interessengemeinschaften und Gesellschaften zu Spezialthemen innerhalb der Branche.
Auch gibt es eine Reihe von Forschungs- und Fachbehörden, die auf Bundes- und Länderebene existieren. Häufig ist dabei der Gartenbau den Landwirtschaftsressorts zugeordnet.
Drei Universitäten und sechs Fachhochschulen/Hochschulen für angewandte Wissenschaft in Deutschland bieten den Studiengang Gartenbau an. Bis zur Umsetzung des Bologna-Prozesses schlossen diese Studiengänge mit den akademischen Graden Dipl.-Ing. (FH) an Fachhochschulen und mit dem Dipl.-Ing. agr. bzw. Dipl.-Ing. univ. an Universitäten ab. Beide Hochschultypen bieten nun im Zuge der Umsetzung des Bologna-Prozesses Bachelor- und Masterstudiengänge an.
Auf Landesebene existieren Beratungsorganisationen des Staates (Offizialberatung), wie z. B. Landwirtschaftskammern im Norden Deutschlands oder Landwirtschaftsverwaltungen im Süden. Angegliedert an diese berufsständischen oder staatlich getragenen Einrichtungen sind häufig Fachschulen. An diesen Fachschulen können Abschlüsse als Meister (einjährige Ausbildung) oder Techniker (zweijährige Ausbildung) im Produktionsgartenbau (Gemüsebau, Obstbau, Zierpflanzenbau, Staudengärtnerei oder Baumschule, Friedhofsgärtnerei) oder im Garten- und Landschaftsbau absolviert werden. Nach einer Promotion kann der Dr. rer. hort. erworben werden – auch andere Titel sind üblich.

### Anbauflächen des Gartenbaus

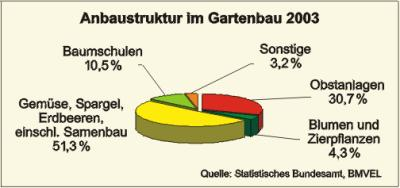
Anbaustruktur im Gartenbau 2003

Seit der Wiedervereinigung beträgt die Fläche der Bundesrepublik Deutschland 357.000 km²; davon sind rund 55 % Landwirtschaftsfläche, 30 % Waldfläche und 10 % Siedlungs- und Verkehrsfläche. Die Böden variieren von leichten Sandböden über fruchtbare Löß- und Lehmböden zu schweren Marsch- und Tonböden. Deutschland liegt in einer gemäßigten Klimazone. Der maritime Einfluss des Golfstromes nimmt nach Osten hin ab, was bewirkt, dass die Niederschläge sinken und die Einstrahlung und Temperaturamplitude zwischen Sommer und Winter zunehmen. Diese Bedingungen erlauben es, ein breites Sortimentsspektrum anzubauen. Für die Anbaugebiete ist aber auch die Spät- und Frühfrostgefahr, ausreichende Vegetationsdauer, Stand der technischen Mittel (Gewächshaus) und Verbrauchernähe ausschlaggebend.
Deutsche Gartenbaubetriebe nutzen rund 1,3 % der gesamten landwirtschaftlich bewirtschafteten Fläche. Im Jahr 2003 erreichte die gartenbaulich genutzte Fläche eine Größe von 2.245 km².
Für die Produktion von Zierpflanzen und Schnittblumen verwendete man eine Gesamtfläche von 95,45 km². Die restliche Fläche wurde für Baumschulen, Obstanlagen und private Gärten genutzt.
An der Produktion sind neben den Haupterwerbsbetrieben landwirtschaftliche Betriebe und Nebenerwerbs-Gartenbaubetriebe beteiligt. Die Gesamtzahl, der an der Produktion teilnehmenden Betriebe verringerte sich seit 1961 um etwa 2/3. Der Grund für diese Entwicklung ist die Konzentration und Spezialisierung der Haupterwerbsbetriebe und der starke Konkurrenzdruck, dem die kleineren Betriebe nicht mehr gewachsen sind. Während die Anzahl der Betriebe schrumpft, nimmt die Flächengröße der einzelnen Betriebe zu, was dazu führte, dass 1994 die gleiche Fläche bewirtschaftet wurde wie 1961. Die Unterglasflächen nahmen zunächst in den 60er Jahren stark zu. Doch wegen der starken Erhöhungen der Energiepreise und des verschärften Wettbewerbs hat sich die Entwicklung verlangsamt. Die Anzahl der Arbeitskräfte hat sich unter anderem wegen der starken Rationalisierung und Mechanisierung verringert.

### Gemüsebau
In Deutschland umfasst die Gesamtfläche der Gemüseproduktion rund 1006 km². Damit wird im Gemüseanbau derzeit ein Selbstversorgungsgrad von fast 40 % erreicht, wobei der durchschnittliche Deutsche im Jahr knapp 94 kg Gemüse verzehrt, Tendenz steigend. Die Erlöse des bundesweiten Gemüsebaus betragen jährlich etwa 1,3 Milliarden Euro.
Freilandanbau:

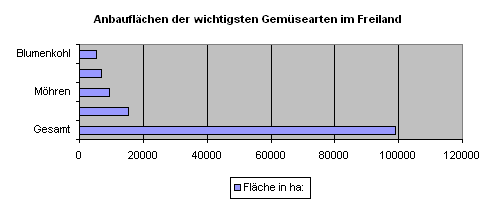
Anbauflächen der wichtigsten Gemüsearten im Freiland. Nicht beschriftet sind die Balken für Weißkohl (oben) und Spargel (unten). (Quelle: Statistisches Bundesamt)

Trotz seines sehr kurzen Angebotszeitraumes im Frühjahr stellt der Spargel mit über 150 km² Anbaufläche den Schwerpunkt des Freilandanbaus dar, gefolgt von Möhren, Weiß- und Blumenkohl. Die Produktionsflächen der weiteren Gemüsearten wie Spinat, Gurken oder Kopfsalat liegen jeweils deutlich unter 50 km².
Regional betrachtet sind die meisten Gemüseanbaubetriebe in Nordrhein-Westfalen zu finden. Die gesamte Niederrheinebene zeichnet sich durch mildes Klima und sehr gute Böden aus, besonders die Produktion für den Frischmarkt wird dort in großem Umfang betrieben. Ein weiteres Zentrum des deutschen Gemüsebaus befindet sich in der Vorderpfalz, wo aufgrund leichter, schnell erwärmbarer Böden und günstiger Klimabedingungen der Anbau von Frühgemüse sehr verbreitet ist. Um Hannover und Braunschweig ist das größte Spargelanbaugebiet Deutschlands angesiedelt, die Region Dithmarschen in Schleswig-Holstein ist für ihren großräumigen Kohlanbau bekannt.
Unter-Glas-Anbau:

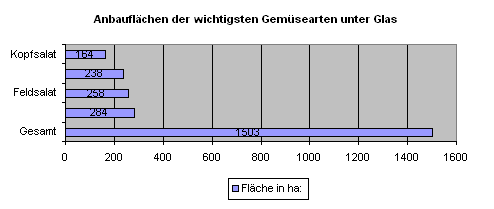
Anbauflächen der wichtigsten Gemüsearten unter Glas (Quelle: Statistisches Bundesamt)

Viele Gemüsearten müssen aufgrund der Klimaverhältnisse in Deutschland grundsätzlich oder zumindest außerhalb der Saison in Gewächshäusern angebaut werden. Dies gilt besonders für wärmebedürftige Arten wie Tomaten oder Gurken, aber auch Feld- und Kopfsalat werden häufig unter Glas angebaut. Der Gewächshausanbau im Winter rentiert sich allerdings nicht, da das Strahlungsangebot zwischen November und Januar nicht ausreicht, um eine Produktion ohne zusätzliche Beheizung zu gewährleisten. Die größte Unter-Glas-Fläche wird in Baden-Württemberg mit 459 ha bewirtschaftet, gefolgt von Bayern (257 ha).

### Obstbau

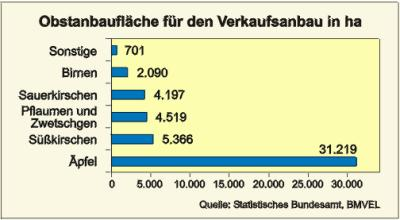
Obstanbaufläche für den Verkaufsanbau

Die deutschen Obstanbaugebiete umfassen mit knapp 69.000 ha über 30 % der gesamten gartenbaulichen Produktionsfläche. Im Durchschnitt verzehrt jeder Bundesbürger etwa 100 kg Frischobst jährlich, wobei der Verbrauch in den letzten Jahren aufgrund gestiegenen Gesundheitsbewusstseins der Konsumenten stark zugenommen hat. Die unterschiedlichen Klima- und Bodenansprüche der Obstarten erfordern eine genau überlegte Standortwahl, weswegen sich der erwerbsmäßige Anbau von Frischobst innerhalb der Bundesrepublik auf einige günstige Gebiete konzentriert. Die größte zusammenhängende Obstbaufläche Deutschlands befindet sich in Niedersachsen an der Elbe. Dort im Alten Land herrschen mit einer Jahresmitteltemperatur von 7,5 °C und einer Niederschlagsrate von mehr als 700 mm/J optimale Klimabedingungen für den Anbau von Äpfeln, Kirschen und Beerenobst, auch die dort vorherrschenden Flussmarschböden sind bestens für diese Arten geeignet.
Mit über 31.000 ha Anbaufläche liegt der Apfel weit vor allen anderen heimischen Obstarten. Er stellt keine hohen Temperaturansprüche (7,5 °C Jahresmittel), dafür verlangt er eine ausreichende und gleichmäßige Wasserversorgung und humusreiche, gut durchlüftete Böden. Die bedeutendsten Apfelanbaugebiete sind das Alte Land in Niedersachsen, die Obstregion Bodensee und das Gebiet um Meckenheim in Nordrhein-Westfalen.
In ihren Ansprüchen den Äpfeln sehr ähnlich, jedoch empfindlicher gegen Spätfröste sind Süß- und Sauerkirschen. Sie werden vorwiegend in Hessen in der Nähe von Kassel und um Wiesbaden aber auch im Alten Land produziert.
Der Anbau von Tafel- und Edelbirnen ist in Deutschland regional stark begrenzt, da Birnen ein mildes Weinbauklima verlangen (Jahresmitteltemperatur mindestens 9–9,5 °C) und aufgrund ihrer sehr frühen Blütezeit extrem spätfrostgefährdet sind. Sie werden deshalb fast ausschließlich in einigen Teilen Baden-Württembergs angebaut, z. B. in der Obstregion Neckar und in der Oberrheinebene, die mit 10 °C Jahresdurchschnittstemperatur bundesweit das wärmste Anbaugebiet ist.
Die Temperaturansprüche der Pflaumen und Zwetschen sind wie bei Äpfeln und Kirschen nicht besonders hoch, sie bevorzugen ebenfalls nährstoffreiche Böden mit gutem Wasserspeichervermögen und werden unter anderem in der Obstregion Neckar in Baden-Württemberg produziert.

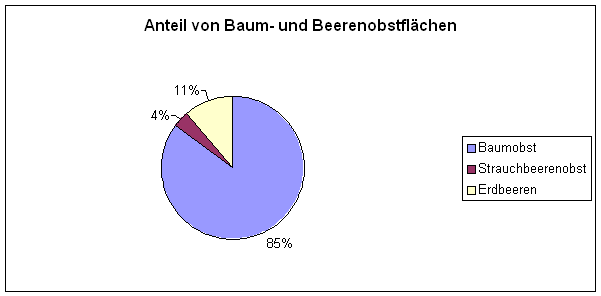
Baumobst überwiegt deutlich vor Erdbeeren und Strauchbeerenobst mit nur 11 % bzw. 4 % der Anbauflächen

Beim Beerenobst sind vor allem Erdbeeren mit über 13.000 ha Anbaufläche sehr verbreitet. Sie können unter Flachabdeckungen schon sehr frühzeitig kultiviert werden und stellen außer einer ausreichenden Wasserversorgung keine besonderen Anforderungen. Erdbeeren werden verstärkt in Niedersachsen um Oldenburg, in Schleswig-Holstein bei Lübeck und in Mecklenburg-Vorpommern produziert.
Der Anbau von Strauchbeerenobst ist in fast allen Anbaugebieten in kleinerem Umfang vertreten, da die meisten Arten eine große Anbaubreite aufweisen. Ausgenommen sind Kulturheidelbeeren, da diese einen sehr niedrigen pH-Wert verlangen und damit eine sehr sorgfältige Düngung voraussetzen. Sie werden z. B. in der Lüneburger Heide kultiviert.

### Blumen- und Zierpflanzenbau
Vor allem in Gewächshäusern aber auch im Freiland wird von deutschen Zierpflanzengärtnern ein breites Sortiment an grünen und blühenden Topfpflanzen, Grünpflanzen, Beet- und Balkonpflanzen sowie Schnittblumen kultiviert. Durch den Wechsel der Pflanzen ins Gewächshaus können mit der sog. Treiberei den Kunden bereits wesentlich vor der eigentlichen Vegetationsperiode blühende bzw. vorgetriebene Pflanzen angeboten werden (z. B. Christrosen, Frühblüher, Fliederzweige).
Bei den Zierpflanzenbaubetrieben muss unterschieden werden zwischen Produktionsbetrieben mit indirektem Absatz. Diese produzieren ein bis mehrere Arten und Sorten und verkaufen ihre Pflanzen an Wiederverkäufer wie Versteigerungen, Großmärkte, Gartencenter, Baumärkte, den Lebensmitteleinzelhandel oder an Einzelhandelgärtnereien. Produktionsbetriebe sind aufgrund ihrer Spezialisierung oft stark mechanisiert und automatisiert.
Die zweite Gruppe sind so genannte Endverkaufsbetriebe mit einem Direktabsatz an Kunden. Sie produzieren zum Teil eine große Vielfalt an Pflanzen und verkaufen diese an Privatkunden. Das Sortiment wird ergänzt durch Zukauf. Dazu zählen Hartwaren wie Terrakotta, aber auch Stauden, Gehölze, Obstbäume, Gemüsejungpflanzen und Kräuter. Die Beratung und der Verkauf stehen wegen des direkten Kontaktes zum Kunden im Vordergrund. Viele Gartenbaubetriebe sind historisch gewachsen und bedienen beide Schienen – Produktion für den Großhandel und Endverkauf.
Zierpflanzen werden in ganz Deutschland angebaut. Regionale Schwerpunkte des Zierpflanzenbaues gibt es nicht. Während in Nordrhein-Westfalen eher Produktionsbetriebe vorherrschen, die Gartencenter und Versteigerungen beliefern, findet man in Bayern noch sehr viele Endverkaufsbetriebe.

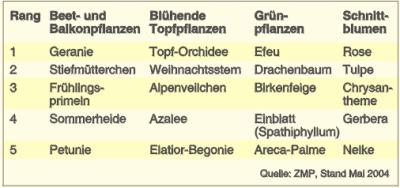
Rangliste der verwendeten Pflanzenarten nach Einsatzgebiet in Deutschland

In der Gartenbauerhebung des statistischen Bundesamtes wurden zuletzt 5882 Zierpflanzenbaubetriebe in Deutschland gezählt. Dort arbeiteten zuletzt rund 41.000 Menschen.

#### Friedhofsgärtnerei
In Deutschland gibt es auf rund 32.000 Friedhöfen rund 35 Millionen Gräber. Etwa 18 % der Gräber werden von Gärtnern gepflegt. Sie übernehmen die Planung, die Anlage und wie oben erläutert die Pflege. Dabei gilt es, Kundenwünsche und gärtnerische Richtlinien für die Grabgestaltung umzusetzen. Es kommt bei der Grabanlage und der jahreszeitlichen Wechselbepflanzung auf eine standortgerechte Auswahl des Pflanzensortiments an. Viele Bürger schließen einen Dauergrabpflege-Vertrag ab und geben die Verantwortung in die Hände der Friedhofsgärtner.
Ende 2004 bestanden zirka 265.000 Verträge mit einer durchschnittlichen Laufzeit von 16,2 Jahren. Um den Kunden die Gewähr zu leisten, dass die Verträge erfüllt werden, überwachen regionale Treuhandanstalten die Arbeit der Friedhofsgärtner. Friedhofsgärtner übernehmen immer mehr die allgemeine Grünpflege auf den Friedhöfen.

### Baumschulen

#### Allgemeines
In den Baumschulen wachsen viele Millionen Nadel- und Laubgehölze pro Jahr heran. Viele Baumschulen haben sich auf eine bestimmte Art bzw. auf eine bestimmte Kultivierung spezialisiert. So sind viele verschiedene Baumschulen entstanden, die in ihrem Sortiment ein Spektrum von über 200.000 verschiedenen Artikeln vermarkten. Je nach Spezialisierung der Baumschule werden so Gehölze produziert, die dann entweder als Sämling oder als mehrjähriger Allee- oder Parkbaum verkauft werden. Hierbei gibt es die Möglichkeit, sich auf verschiedene Laubgehölze oder Nadelgehölze zu konzentrieren, die dann als Blüten- oder Ziergehölz für Parkanlagen, öffentliche Anlagen und private Gärten genutzt werden. Des Weiteren werden in speziellen Baumschulen Obstgehölze herangezüchtet. Hierbei kann es sich um Kern-, Stein-, Beerenobst oder um Nüsse handeln. Eine andere Art von Baumschulen konzentriert sich auf Wildgehölze, die zur Renaturierung und zur Begrünung von Straßenrändern und Flüssen ihre Pflanzen züchten und vermarkten.
Baumschulen, die Forstgehölze als Produktionsschwerpunkt haben, dienen der Holzproduktion oder einer nachhaltigen Forstwirtschaft.
Die Produktion innerhalb der Baumschule folgt dem Leitbild einer umweltschonenden Produktion. Es sollen hochwertige Produkte erzeugt werden und dabei umweltschonend mit der Natur und den Ressourcen umgegangen werden. Deshalb ist es wichtig den Einsatz von chemischen Pflanzenschutzmitteln zu senken und biologische und mechanische Pflanzenschutzmaßnahmen zu etablieren. Es ist die Aufgabe der Baumschule, gesunde und möglichst widerstandsfähige Gehölze an den Verbraucher weiterzugeben, damit Probleme an den neuen Standorten möglichst gering gehalten werden.
Innerhalb einer Baumschule sind folgende Tätigkeiten zu erbringen:
Bodenbearbeitung / Vermehrung / Topfen / Wässern / Züchtung / Pflanzarbeiten / Düngen / Schnittmaßnahmen / Sortieren / Roden / Pflanzenschutz / Lagerung / Beratung / Vermarktung / Verkauf / Transport / Versand / Schulung / Buchführung
Es werden verschiedene Vermehrungsmethoden angewandt, damit eine qualitativ hochwertige Pflanze produziert werden und später vermarktet werden kann.
Im Bund deutscher Baumschulen (BdB) sind die bedeutendsten Baumschulunternehmen organisiert. Die ungefähr 1400 BdB-Betriebe ziehen jährlich Millionen Laub- und Nadelgehölze heran, die dann speziell nach ihrem Verwendungsbereich vermarktet werden.

#### Gütebestimmungen
In Deutschland wird die Gehölzqualität durch die „Gütebestimmung für Baumschulpflanzen“ gewährleistet. Die Trägerschaft „Forschungsgesellschaft Landschaftsentwicklung Landschaftsbau e. V.“ erarbeiten dabei die Gütebestimmungen. Diese Gütebestimmungen werden ständig aktualisiert. Dabei müssen verschiedene Normen und Vorschriften eingehalten werden. In verschiedenen Sichtungsgärten im gesamten Bundesgebiet koordiniert das Bundessortenamt eine Gehölzsichtung, um verschiedene Gehölze in unterschiedlichen Klimagebieten zu beobachten und speziell Neuheiten sowohl für die Produktion, als auch für die spätere Verwendung zu bewerten.
Um dem Kunden eine gute Qualität zu gewährleisten, vergibt der „Bund deutscher Baumschulen“ an seine Mitgliedsfirmen geschützte Qualitätszeichen, um geprüfte Baumschulprodukte zu kennzeichnen. Die Kunden können dann von gesunden und gut wachsenden Pflanzen ausgehen, die auf ihre Sortenechtheit und Sortenreinheit getestet wurden.
Um dieses geschützte Qualitätszeichen zu erhalten und zu bewahren, werden die Baumschulen / -produkte in regelmäßigen Abständen auf Qualität ihrer Produkte geprüft und können sich dann „Deutsche Markenbaumschule“ nennen. Alle Betriebe die zum Bund deutscher Baumschulen gehören, erfüllen die Anforderungen des Verbandes in Qualität und Produktion.
Ein weiteres Qualitätsmerkmal gibt es speziell für Rosen. Das Qualitätssiegel ADR-Rose kann eine Rose erhalten, wenn sie nach einem Prüfverfahren positiv in Hinblick auf Gesundheit, Blüte, Duft, Blühverhalten und Wuchs abschneidet. Diese Prüfung kann dabei über Jahre andauern, um alle zu beachtenden Faktoren zu ermitteln.
100 verschiedene Rosen dürfen mittlerweile dieses Qualitätszeichen tragen.

#### Wirtschaftskraft der Baumschulen in Deutschland (Stand 2004)
Von 3398 Baumschulunternehmen in Deutschland (2004) waren 2400 Vollerwerbsbetriebe.
Die Gesamtproduktionsfläche betrug 25.520 Hektar, davon:
- Obstgehölze 1049 Hektar
- Ziergehölze 11310 Hektar
- Forstpflanzen 2519 Hektar
- Nadelbaumgehölze für Weihnachtsbaumkulturen 2537 Hektar
- Rosen 570 Hektar
- Sonstige Kulturen 7535 Hektar

Die Baumschulbetriebe zählten zusammen 32.500 Beschäftigte und 1.729 Auszubildende. Die Produktionsleistung entsprach einem Gesamtproduktionswert von 1,3 Mrd. €; der jährliche Produktionsumfang betrug:
- Obstgehölze: 29.506.000 Pflanzen
- Ziergehölze: 241.556.000 Pflanzen
- Forstgehölze: 770.652.000 Pflanzen

### Garten-, Landschafts- und Sportplatzbau
Der Garten-, Landschafts- und Sportplatzbau, in der Branche meist kurz GaLaBau genannt, befasst sich im Gegensatz zu allen anderen hier behandelten Arten des Gartenbaus nicht mit der Pflanzenproduktion, sondern mit dem Bau, der Umgestaltung und der Pflege von Grün- bzw. Freianlagen.
Der Garten-, Landschafts- und Sportplatzbau errichtet und pflegt unter anderem:
- die Außenanlagen von Wohngebäuden, öffentlichen Gebäuden (Krankenhäuser, Schulen, Kirchen etc.) und von Industrie- und Gewerbebauten; inklusive Dach- und Fassadenbegrünungen,
- sonstige öffentliche und private Grünflächen, wie Gärten, Parkanlagen, Friedhöfe, Freizeit- und Sportplätze (Spielplätze, Freizeitanlagen, Grüngürtelbereiche, Tennis- und Fußballplätze, kombinierte Sportanlagen, Golfanlagen etc.), Straßen- und Wege-Begleitgrün, Teichanlagen und Bachläufe.

Neben Neuanlagen und Umgestaltungen sind GaLaBau-Betriebe speziell auch für Baumpflege, Maßnahmen für Natur- und Umweltschutz, Landschaftspflege und gelegentlich für den Winterdienst im Straßenraum zuständig.
Im GaLaBau sind Fachverbände (z. B. in Deutschland der Bundesverband Garten-, Landschafts- und Sportplatzbau) entstanden, um mit verbandseigenen Zeichen auf eine gute Qualität aufmerksam zu machen. Aufgrund schwerer werdender Rahmenbedingungen und dem steigenden Wettbewerbsdruck wird es immer schwieriger, sich als Einzelunternehmen zu behaupten. Die größte Anzahl an Aufträgen der GaLaBau-Betriebe kommt aus dem privaten Bereich. Die Projekte der öffentlichen Hand weisen dafür allerdings oft eine größere Bausumme auf als die der Privaten.

### Der Markt für gartenbauliche Produkte
Im Gartenbau unterscheidet man die Erzeuger-, Großhandel, Zwischenhandel und Einzelhandelsstufe. Circa 6,7 Mrd. Euro wurden 2009 in Deutschland, gemessen an den Einzelhandelspreisen, auf dem Markt für Schnittblumen und Zierpflanzen ausgegeben. Weitere 1,9 Mrd. Euro wurden im Markt für Stauden, Zier und Obstgehölze umgesetzt (Quelle: AMI GmbH).
Deutschland belegt weltweit einen Spitzenplatz beim Verbrauch von grünen Erzeugnissen. Das Inlandsvolumen, auf der Basis des Erzeugerpreises, liegt bei rund 2,9 Mrd. Euro. Zirka 36 % aller auf dem deutschen Markt verkauften Schnittblumen und Zierpflanzen kommen aus heimischer Produktion. Der größere Teil aber wird aus den Niederlanden importiert. Ein kleinerer Teil stammt aus zahlreichen anderen Ländern. Diese Länder übernehmen die Deckung des Marktes in den Wintermonaten, wenn die äußeren Einflüsse eine rentable heimische Produktion in Frage stellen. Es werden Schnittblumen aus „Israel, Ecuador, Kolumbien, Kenia und weiteren Ländern eingeführt, die nicht der Europäischen Union angehören.“.
In Deutschland besitzen gartenbauliche Produkte einen hohen Stellenwert. Diese Wertschätzung spiegelt sich auch in der beachtlichen Steigerung der Pro-Kopf Ausgaben für Schnittblumen und Zierpflanzen. In den letzten 25 Jahren gab es eine Zuwachsrate von 44 % auf 84 Euro pro Einwohner. Jährlich gibt der durchschnittliche Bundesbürger 14 Euro für Baumschulprodukte (ohne Forstgehölze) aus. Im Jahr 2004 besuchten 69 % der Bundesbürger ein Blumenfachgeschäft, eine Gärtnerei, eine Baumschule oder ein Gartencenter. „Dies ergab die Untersuchung der privaten Ausgaben für Blumen und Pflanzen von 10.000 repräsentativ ausgewählten Personen, welche die Gesellschaft für Konsumforschung im Auftrag der Zentralen Markt- und Preisberichtsstelle für Erzeugnisse der Land-, Forst- und Ernährungswirtschaft jährlich durchführt.“

### Der Markt für Obst und Gemüse
Obst und Gemüse sind unerlässliche Bestandteile unserer Nahrung. Ernährungswissenschaftler fordern einen größeren Anteil an Obst und Gemüse in unserer Nahrung ein. Der verstärkte Verzehr von Obst und Gemüse reduziert das Risiko an verschiedenen Leiden, wie Krebs und Herz-Kreislauferkrankungen zu erkranken. Seit Beginn der neunziger Jahre ist in der Bundesrepublik ein steigender Pro-Kopf-Verbrauch an Obst und Gemüse festzustellen. Der jährliche Verbrauch allein von Gemüse liegt bei 99,6 kg je Einwohner (Stand: April 2018). Das liegt aber immer noch unter der Menge, die Ernährungswissenschaftler fordern.
Im Vergleich zu anderen Ländern Europas liegt Deutschland mit seinem Verbrauch an Obst und Gemüse auf einem hinteren Rang.
„Der Selbstversorgungsgrad, d. h. der Anteil der Inlandserzeugung am Gesamtverbrauch, ist abhängig von der Erntemenge und unterliegt daher jährlichen Schwankungen.“ Etwa 18 % des verbrauchten Obstes, einschließlich tropischer Früchte, werden in Deutschland produziert. Dazu zählen nicht die Erträge aus Streuobstbeständen, aus Haus- und Kleingärten. In der Gemüseproduktion liegt der Selbstversorgungsgrad sehr viel höher, bei 40 %. Daraus ergibt sich, dass zur Ergänzung unserer heimischen Produktion ein Gros aus dem Ausland eingeführt wird. Zirka 4,3 Millionen Tonnen Frischgemüse und Gemüse für den Konservenmarkt werden in Deutschland jährlich importiert. Diese Lieferungen belaufen sich auf einen Wert von circa 4,0 Mrd. Euro. Die wichtigsten Lieferanten für Frischgemüse sind die Niederlande, Spanien und Italien. Eine Festsetzung gemeinschaftlicher und internationaler Vermarktungsordnungen für Obst- und Gemüseprodukte sichert Marktdurchsichtigkeit und fairen Handel. Dies gilt für den Binnenmarkt genauso, wie für den Handel mit dem Ausland.

### Eine Übersicht über die Vermarktung gartenbaulicher Erzeugnisse
Seit längerem ist eine immer stärkere Konzentration der Märkte für Obst und Gemüse auf immer weniger Einkaufszentralen des Lebensmittelhandels zu beobachten. Heutzutage vertreiben zirka 90 % der Produzenten ihre Produkte auf diese Weise. Auch bei Topfpflanzen und Schnittblumen ergibt sich eine verstärkte Absatzkonzentration auf den Sortimentshandel, Baumärkte und Einzelhandelsketten. Im Straßenhandel und im Markthandel gingen Marktanteile verloren. Bisher halten sie aber noch die Hälfte des Marktes auf der Einzelhandelsstufe. An Bedeutung haben Baumärkte und Gartencenter auch für den Absatz von Baumschulprodukten gewonnen.
Um einen Gegenpol gegenüber den umsatzstarken Marktpartnern zu bilden und um eine große Anzahl mit gleich bleibender Qualität zu einem bestimmten Zeitpunkt zu liefern, bedarf es einer Bündelung der Kleinbetriebe mit entsprechender Koordination und Information. Leistungsfähige Erzeugerorganisationen sind die Antwort auf die Ballung auf der Einzelhandelsstufe und die Voraussetzung für die Wettbewerbsfähigkeit inländischer Erzeuger gegenüber dem wachsenden Importangebot.
Die Bundesregierung hat diese Entwicklung erkannt und fördert vorhandene Erzeugerorganisationen und deren Bildung. Nach den Regelungen der Gemeinsamen europäischen Marktorganisation für Obst und Gemüse werden insbesondere folgende von den Erzeugerorganisationen durchgeführte Maßnahmen gefördert:
- Verbesserung der Qualität der Erzeugnisse,
- Einführung umweltgerechter Wirtschaftsweisen,
- Verbesserung der Marktstellung der Erzeugerorganisationen (z. B. Marketing)
- Bündelung des Angebots (z. B. Verbesserung der angebotsseitigen Marktposition)

Auch Einzelhandelsgärtnereien schließen sich in Erzeugerorganisationen zusammen, um somit eine bessere Marktstellung zu erhalten.

### Erwerbsgartenbau

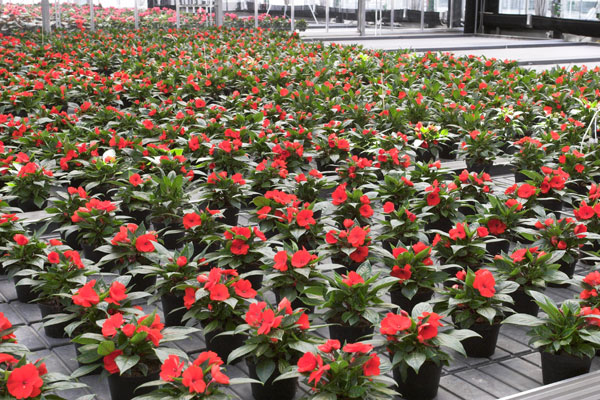
Kultur von Impatiens Neu-Guinea-Hybriden im Gewächshaus

Man unterscheidet im deutschen Erwerbsgartenbau heute folgende Sparten:
- Produktionsgartenbau:
  - Blumen- und Zierpflanzenbau
  - Baumschule
  - Obstbau
  - Staudenbau
  - Gemüsebau inklusive gärtnerische Sonderkulturen (Heilpflanzen-, Gewürzpflanzen- und Pilzanbau)
- Handels- und Dienstleistungsgartenbau:
  - gärtnerischer Einzelhandel (Gartenfachgeschäft, Blumenladen), Gartencenter, Samenhandlungen und Großhandel
  - Garten-, Landschafts- und Sportplatzbau
  - Friedhofsgärtnerei

Die früher eigenständige Sparte „Samenbau und Pflanzenzüchtung“ wurde inzwischen in die einzelnen Produktionsgartenbausparten integriert. Die Floristik wird zum Handwerk gezählt.

## Gartenbau in Österreich
In Österreich zählen die Produktion von Pflanzen und Gemüse im Gewächshaus und das Baumschulwesen zum Gartenbau. Im Gegensatz zu anderen Ländern gehört Obstbau in Österreich nicht zum Gartenbau. Im Vergleich zur restlichen Landwirtschaft sind die Kulturverfahren intensiver und die Flächenerträge höher. Die Produkte des Gartenbaus zählen zu den landwirtschaftlichen Urprodukten.

### Struktur
Gartenbau ist in Österreich eine sehr klein strukturierte Branche, die in von 1982 bis 2010 einem stetigen Wandel unterlag. Während sich die Betriebszahl dramatisch um 36 % reduzierte, ging die gärtnerisch genutzte Fläche weniger stark zurück (−14 %). Von diesem Strukturwandel sind jedoch nicht alle Bundesländer in Österreich gleich betroffen. Im österreichischen Gartenbau sind ca. 9.700 Personen beschäftigt. Davon sind 7.000 Personen familienfremd. Jährlich stehen 750 Lehrlinge in einem Ausbildungsverhältnis.
| Bundesland        | 2010  | 2004  | 1998  | 1992  | 1982  |
| ----------------- | ----- | ----- | ----- | ----- | ----- |
| Burgenland        | 74    | 38    | 54    | 74    | 75    |
| Kärnten           | 76    | 83    | 97    | 131   | 147   |
| Niederösterreich  | 346   | 356   | 483   | 576   | 574   |
| Oberösterreich    | 206   | 169   | 234   | 251   | 264   |
| Salzburg          | 45    | 58    | 84    | 94    | 102   |
| Steiermark        | 270   | 234   | 311   | 377   | 321   |
| Tirol             | 78    | 96    | 124   | 123   | 123   |
| Vorarlberg        | 56    | 52    | 71    | 84    | 64    |
| Wien              | 263   | 347   | 439   | 541   | 579   |
| Österreich gesamt | 1.440 | 1.444 | 1.897 | 2.251 | 2.249 |

| Bundesland        | 2010     | 2004     | 1998     | 1992     | 1982     |
| ----------------- | -------- | -------- | -------- | -------- | -------- |
| Burgenland        | 119,84   | 65,70    | 42,91    | 63,50    | 52,29    |
| Kärnten           | 56,06    | 73,95    | 92,27    | 151,06   | 125,30   |
| Niederösterreich  | 515,58   | 545,97   | 670,74   | 734,51   | 720,71   |
| Oberösterreich    | 584,02   | 500,28   | 658,57   | 631,74   | 471,65   |
| Salzburg          | 51,89    | 82,09    | 92,91    | 79,99    | 61,56    |
| Steiermark        | 361,00   | 241,91   | 320,45   | 328,64   | 271,05   |
| Tirol             | 31,23    | 44,21    | 78,16    | 80,89    | 76,59    |
| Vorarlberg        | 40,54    | 48,49    | 92,82    | 65,70    | 42,63    |
| Wien              | 383,84   | 568,71   | 677,78   | 759,91   | 666,25   |
| Österreich gesamt | 2.144,01 | 2.171,31 | 2.726,61 | 2.895,94 | 2.488,03 |

### Fachsparten

#### Blumen- und Zierpflanzenbau

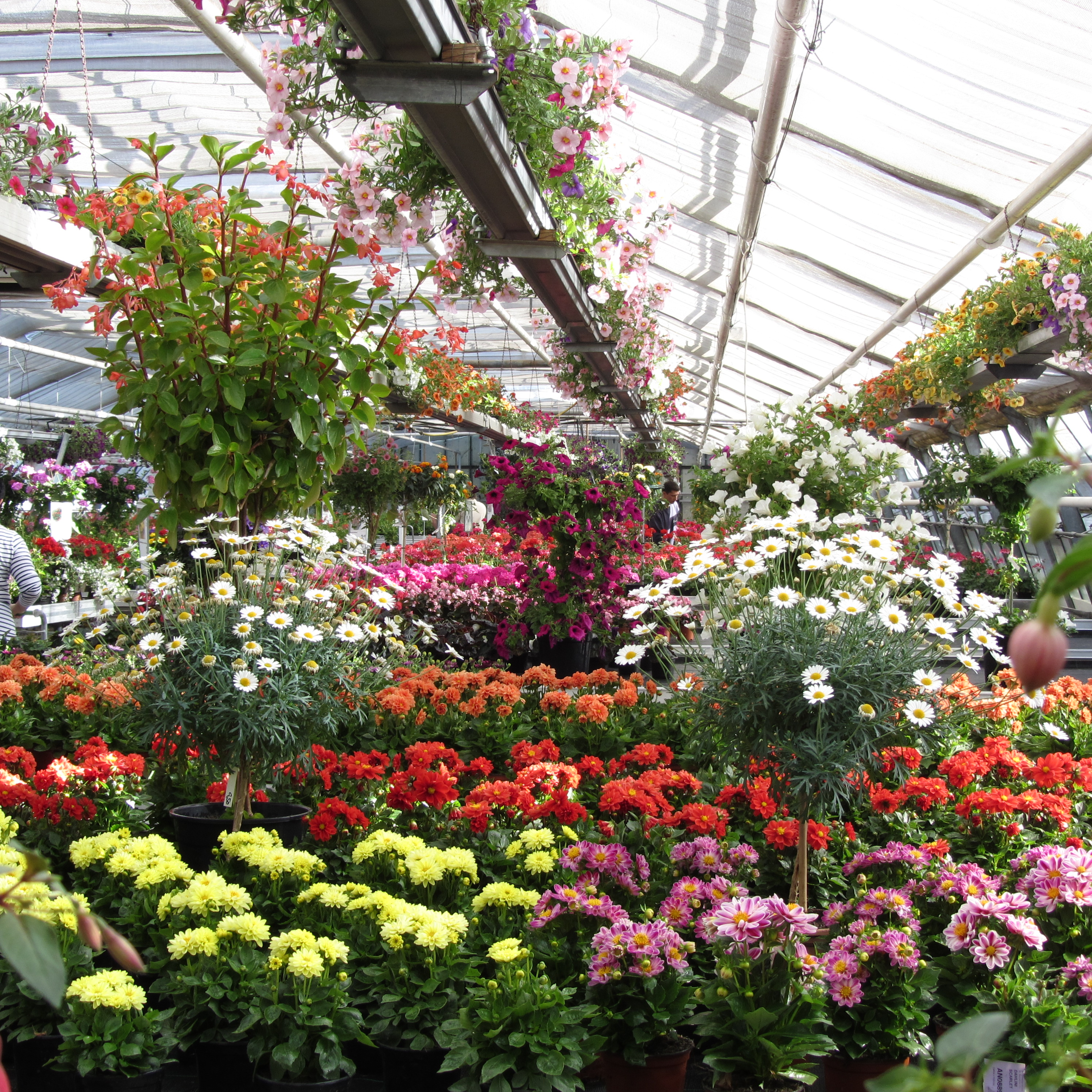
Verkaufsgewächshaus mit Beet- und Balkonblumen

Zierpflanzengärtner produzieren ein- und mehrjährige Pflanzen und Schnittblumen im Gewächshaus und im Freiland. 2010 gab es 730 Gärtnereien mit der überwiegenden Produktionsrichtung Blumen und Zierpflanzen. Damit sank die Anzahl der Betriebe in sechs Jahren um 15 %. Die Betriebe bewirtschaften eine Fläche von 400 ha (-32 ha gegenüber 2004). Zierpflanzengärtner finden sich gleichermaßen in allen neun Bundesländern.
Etwa 50 % der Betriebe sind ausschließlich Produktionsbetriebe, die als landwirtschaftliche Betriebe von der Landwirtschaftskammer vertreten werden. Die andere Hälfte sind Produktionsbetriebe mit gärtnerischem Gewerbe in den Bereichen Gartengestaltung, Grünraumpflege, Friedhofsgärtnerei und Blumenbinderei (Floristik), die zusätzlich von der Wirtschaftskammer vertreten werden.
Man unterscheidet zwischen Produktionsbetrieben, die ihre Ware an Handelsketten, den (Blumen-)Handel, über Großmärkte oder über Erzeugerorganisationen vermarkten und Endverkaufsbetrieben, die die Pflanzen direkt an den Endkunden verkaufen. Die Zuordnung der Betriebe ist nicht immer eindeutig, da oft beide Schienen bedient werden. Im Gegensatz zu vielen anderen Ländern herrscht in Österreich der Endverkaufsbetrieb vor. Mehr als 80 % der Betriebe vermarkten ihre Ware ausschließlich oder zumindest teilweise direkt an den Endverbraucher. Der Vertrieb von Produktionsbetrieben über Erzeugerorganisationen ist bedeutungslos und über den Großmarkt verkaufen fast nur Betriebe in Wien und dem angrenzenden Niederösterreich. Große Produktionsbetriebe in Niederösterreich, Oberösterreich, der Steiermark und Wien verkaufen oft direkt an Handelsketten oder an Endverkaufsgärtnereien.
Der Produktionsschwerpunkt liegt bei den Zierpflanzengärtnern bei den Topfpflanzen und dort im Speziellen bei den Beet- und Balkonblumen. Obwohl die Nachfrage nach Beet- und Balkonblumen vielfältiger geworden ist, bilden Pelargonien und Begonien noch immer die wichtigsten Pflanzengruppen. Im Frühjahr und im Herbst zählen Violen und Primeln zu den Hauptprodukten der Gärtner und im Winter Weihnachtssterne und Topfchrysanthemen. Die Bedeutung der Produktion von Topfkräutern und Gemüsejungpflanzen ist steigend.
Schnittblumen und Schnittgrün werden in Österreich nur in geringem Umfang – meistens für die betriebseigene Binderei – produziert. Gärtnereien, die sich auf die Produktion von Schnittblumen spezialisiert haben, sind in Österreich selten geworden. Die Hauptkulturen sind im Freiland Schnittsträucher, Schnittgrün, Rosen, Trockenblumen und Dahlien und in Gewächshäusern liegt der Schwerpunkt auf Tulpen, Rosen, Chrysanthemen, Gerbera und Narzissen.
Blumen und Zierpflanzen werden in Österreich konventionell produziert. Biologische Produktion und integrierte Produktion sind unbedeutend. Der Einsatz von Nützlingen ist stark steigend.
In Österreich gibt es darüber hinaus den dreijährigen Lehrberuf Friedhofs- und Ziergärtner/in, welcher eigens auf die spezifischen Anforderungen der Friedhofsgärtnerei ausgelegt ist.

#### Baumschule

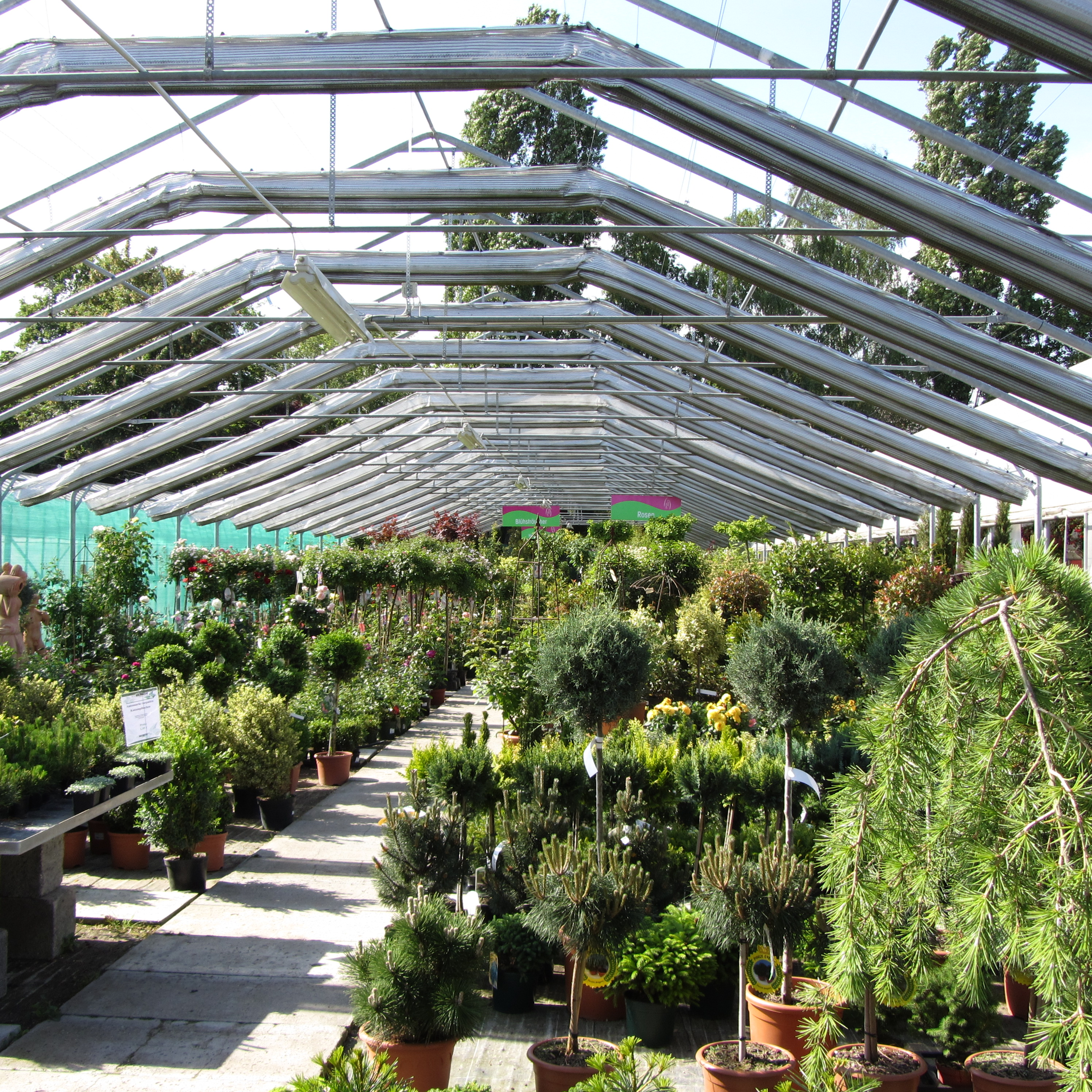
Baumschulware im Verkauf

Baumschulen produzieren mehrjährige Pflanzen zur Zier- und Nutzverwendung. 2010 gab es 285 Betriebe mit 1.184,62 ha (+ 60 Betriebe und +75,6 ha gegenüber 2004) in Österreich. Die Kombination Produktionsbetrieb mit Gartengestaltung spielt eine große Rolle und wird von ca. 50 % der Betriebe ausgeübt. Baumschulen vermarkten ihre Produkte hauptsächlich direkt an den Endverbraucher (über 90 %) bzw. direkt an Gartengestalter und Gärtnereien (ca. 50 %) oder Handelsketten (unter 10 %). Alle anderen Vermarktungsmöglichkeiten haben keine Bedeutung. Die Kombination aus mehreren Vermarktungsschienen ist üblich.
Das Angebot der Produktion umfasst Nadelgehölze, Laubgehölze, Obstgehölze; Alleebäume und Rosen. Stauden werden üblicherweise von spezialisierten Staudengärtnereien produziert und von den Baumschulen zugekauft bzw. gehandelt. Ähnlich wie im Zierpflanzenbau produzieren Baumschulen hauptsächlich konventionell.

#### Gemüsebau

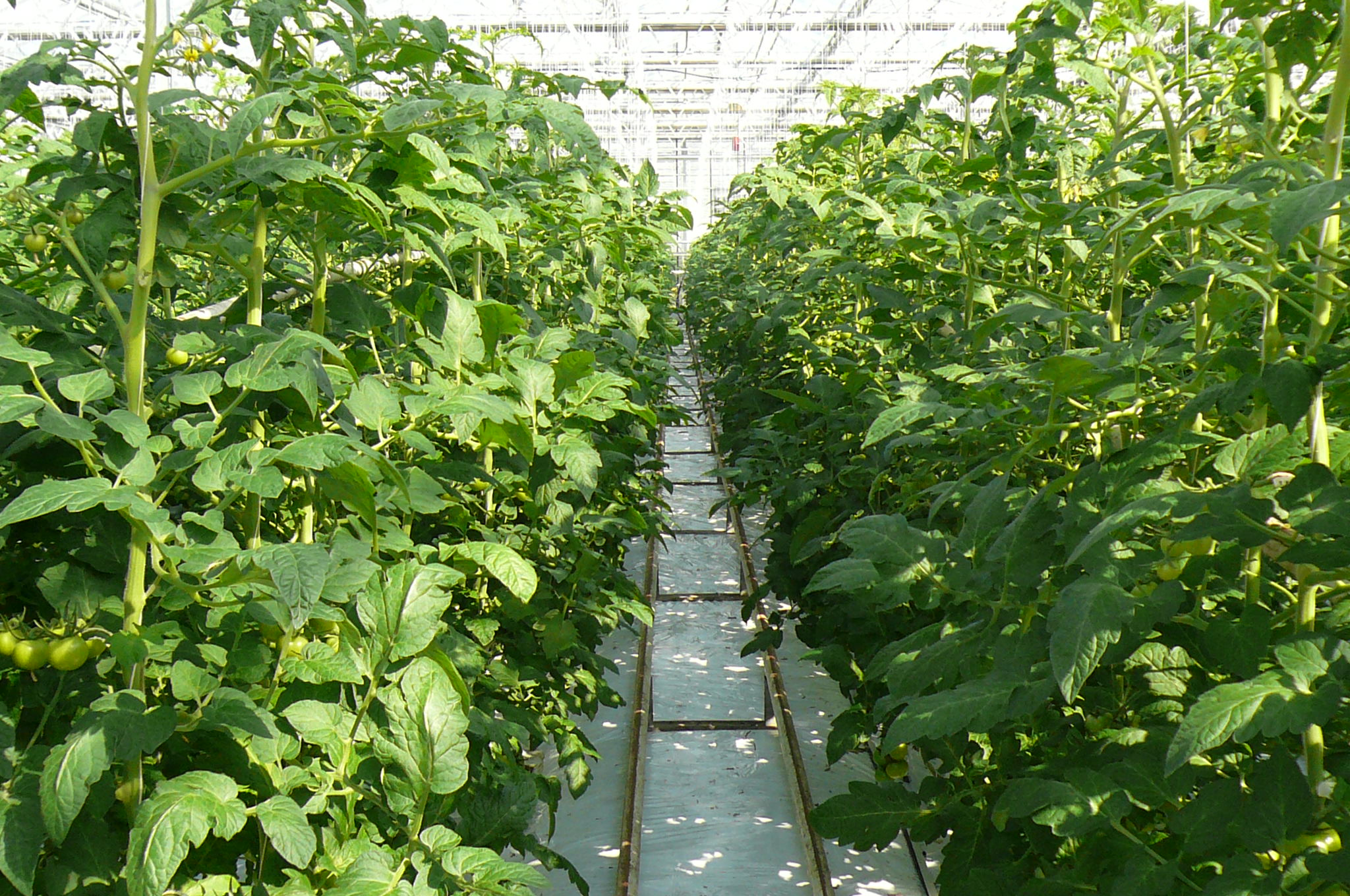
Tomatenproduktion im Glashaus

In Österreich wird zwischen der Produktion von gärtnerischem Gemüse im geschützten Anbau und Feldgemüse im Freiland unterschieden. 2010 existierten 399 gärtnerische Gemüsebaubetriebe, die eine Fläche von 560 ha bewirtschafteten. Der Großteil dieser Betriebe befindet sich in Wien und dem angrenzten Niederösterreich, der Steiermark und im Burgenland. In den anderen Bundesländern hat gärtnerischer Gemüsebau wenig Bedeutung. Die Gärtnereien sind fast ausschließlich Produktionsbetriebe. Produktionsbetriebe mit gärtnerischem Gewerbe finden sich kaum. Gärtnerisches Gemüse wird hauptsächlich über Erzeugerorganisationen, an den Einzelhandel oder direkt an den Endkunden vermarktet. Der Absatz direkt an Handelsketten über Großmärkte oder an die Verarbeitungsindustrie spielt eine untergeordnete Rolle. Die Kombination aus mehreren Absatzstrukturen ist auch möglich.
Der Schwerpunkt der Produktion liegt bei Tomaten (lose und Rispentomaten), Salatgurken, Paprika (grün und bunt) Radieschen, Häuptelsalat und Feldsalat. Um das Gemüse über Erzeugerorganisationen vermarkten zu können, produzieren Gemüsegärtner nach den Richtlinien des AMA-Gütesiegels, das die integrierte Produktion als Grundlage hat. Der Einsatz von Nützlingen ist weit verbreitet.

### Organisationen
Gartenbautreibende sind Pflichtmitglieder der Landwirtschaftskammer, die gesetzlich dazu verpflichtet ist, die Interessen der Gärtner zu vertreten. Neben dieser gesetzlichen Interessenvertretung existiert eine Vielzahl an freiwilligen Organisationen, deren Hauptaufgaben Interessenvertretung, Öffentlichkeitsarbeit und Werbung darstellen.
- Bundesverband der Österreichischen Gärtner: Dachorganisation der freiwilligen Interessenvertretungen und Gartenbauorganisationen
- Blumenmarketing Austria: Plattform von acht gärtnerischen Landesverbänden für Werbung und Öffentlichkeitsarbeit
- Bund Österreichischer Baumschul- und Staudengärtner: freiwillige, österreichweite Interessenvertretung von Baumschulisten und Staudengärtnern
- Die Burgenländischen Gärtner: freiwillige Interessenvertretung von Gärtnern im Burgenland
- Arbeitsgemeinschaft Blütenzauber Burgenland: Werbegemeinschaft der burgenländischen Gärtner
- Die Kärntner Gärtner: freiwillige Interessenvertretung von Gärtnern in Kärnten
- Fördergemeinschaft Garten: Werbegemeinschaft der Kärntner Gärtner
- Gärtnervereinigung Niederösterreich: freiwillige Interessenvertretung von Gärtnern in Niederösterreich
- Die OÖ Gärtner: freiwillige Interessenvertretung von Gärtnern in Oberösterreich
- Blumenmarketing Oberösterreich: Werbegemeinschaft der oberösterreichischen Gärtner
- Die Salzburger Gärtner und Gemüsebauern: freiwillige Interessenvertretung von Gärtnern in Salzburg
- Die Steirischen Gärtner und Baumschulen: freiwillige Interessenvertretung von Gärtnern in der Steiermark
- Werbegemeinschaft Blumenschmuck Gärtner: steirische Werbegemeinschaft
- Die Tiroler Gärtner: freiwillige Interessenvertretung von Gärtnern in Tirol
- Die Vorarlberger Gärtner: freiwillige Interessenvertretung von Gärtnern in Vorarlberg
- Werbegemeinschaft der Vorarlberger Gärtner und Floristen: gemeinsame Werbegemeinschaft der Gärtner und Floristen in Vorarlberg
- Die Wiener Gärtner – Gartenbauvereinigung Wien: freiwillige Interessenvertretung von Gärtnern in Wien
- Arbeitsgemeinschaft der Wiener Gärtnerinnen: Verein von Gärtnerinnen aus Wien, Niederösterreich und Burgenland
- Baumschulgruppe Süd-Ost: Verein von Baumschulen aus Süd- und Ostösterreich

### Ausbildung
In Österreich gibt es mehrere Möglichkeiten eine Ausbildung im Gartenbau zu absolvieren.
- Lehre: Nach Abschluss der allgemeinen Schulbildung kann die Lehre in einer Gärtnerei begonnen werden. Sie dauert drei Jahre und beinhaltet den Besuch der Berufsschule. Die Ausbildung schließt mit der Facharbeiterprüfung ab. Nach drei Jahren Praxis kann der Meisterkurs und die Meisterprüfung gemacht werden.
- Gartenbauliche Fachschule: Die Ausbildung zum Gartenbaufacharbeiter dauert in gartenbaulichen Fachschulen vier Jahre und beinhaltet ein 14-montiges Praktikum. Die Gartenbauschule Langenlois, die Fachschule für Gartenbau Ritzlhof und die Landwirtschaftliche Fachschule Ehrental bieten die Ausbildung an. Im Anschluss kann nach ausreichender Praxis der Meisterkurs besucht werden bzw. besteht die Möglichkeit den Aufbaulehrgang in der HBLFA Schönbrunn zu besuchen und die Reife- und Diplomprüfung abzulegen.
- Höhere Lehranstalt für Gartenbau: Die Ausbildung an der HBLFA Schönbrunn dauert fünf Jahre und schließt mit Matura ab. Der Abschluss ersetzt die Lehr- und Facharbeiterprüfung. Nach drei Jahren Berufspraxis kann die Standesbezeichnung Ingenieur beantragt werden.

## Gartenbau in der Entwicklungszusammenarbeit
Verschiedene Entwicklungshilfeorganisationen fördern Gartenbau in Entwicklungsländern, um Mangelernährung zu bekämpfen.

## Geschichte
Gartenbau ist seit dem Beginn des Neolithikums nachgewiesen und geht vermutlich dem eigentlichen Feldbau voraus. Für Mitteleuropa nimmt Amy Bogaard für die Linearbandkeramische Kultur Gartenbau an. In Deutschland, wo seit dem 9. Jahrhundert (von Walahfrid Strabo) auch Publikationen über den Gartenbau verfasst wurden, wurde der Gartenbau durch den Landwirt Stephan Gugenmus (1740–1778) intensiviert. Die Deutsche Gartenbau- und Schlesische Gewerbe-Ausstellung 1927 in Liegnitz begeisterte die Breite der Bevölkerung für den Gartenbau in der Weimarer Republik nachhaltig, ähnlich wie heute die Bundesgartenschauen.